# この世の限り
「この世の限り」（このよのかぎり）は、東芝EMI（当時）より2007年1月17日に日本のシンガーソングライター椎名林檎が椎名林檎×斎藤ネコ＋椎名純平の名義で発売したシングル。椎名林檎にとっては10枚目のシングルとなる。

## 概要
椎名林檎名義では配信限定で発売されたデジタル・ダウンロードシングル「カリソメ乙女（DEATH JAZZ ver.）」から約2ヶ月ぶり、CDシングルとしては2003年に発表された9枚目のシングル『りんごのうた』以来約3年ぶりとなる。ただし本作も、先の「カリソメ乙女（DEATH JAZZ ver.）」に引き続き、映画『さくらん』のためのものであり、アレンジャー兼指揮者として斎藤ネコ、デュエットの相手として椎名の実兄で歌手の椎名純平との共同名義「椎名林檎×斎藤ネコ＋椎名純平」としての作品である。
表題曲「この世の限り」は、椎名自身も音楽監督を務める映画『さくらん』のエンディングテーマとして使用されており、椎名は「家族愛を歌ったもの」と話している。カップリング曲として収録している「錯乱（ONKIO ver.）」には、椎名が以前から慕っていたという長谷川きよしがギターで参加している。長谷川との初共演は2005年12月に行われた椎名のファンクラブ限定イベント「第1回林檎班大会 アダルト・オンリー」で、この模様は2007年2月21日に『平成風俗』と同時発売されたDVD「第一回林檎班大会の模様」に収録されている。また、後発のアルバム『平成風俗』のプロモーションでNHK-BS『フォークの達人』にゲスト出演した際にも長谷川きよしと再共演、その際にも「錯乱」を披露している。カップリング2曲目には「カリソメ乙女（HITOKUCHIZAKA ver.）」として自身初となる器楽曲を収録している（パッケージにも「Inst.」と記載されている）。

## 収録曲
1. この世の限り (memory)
アスミック・エース配給映画『さくらん』エンディングテーマ。またmusic.jpのCMソングとしても起用された。
2. 錯乱 ONKIO ver. (confusion)
3. カリソメ乙女 HITOKUCHIZAKA ver. ("temporary" virgin)

詳細
- 全作詞曲：椎名林檎　全編曲：斎藤ネコ

| #         | タイトル                            | 作詞  | 作曲・編曲 | 時間 |
| --------- | ----------------------------------- | ----- | ---------- | ---- |
| 1.        | 「この世の限り」                    |       |            | 3:29 |
| 2.        | 「錯乱 ONKIO ver.」                 |       |            | 3:26 |
| 3.        | 「カリソメ乙女 HITOKUCHIZAKA ver.」 |       |            | 3:10 |
| 合計時間: | 合計時間:                           | 10:05 |            |      |

## 参加ミュージシャン
- この世の限り
  - 唄：椎名林檎・椎名純平
  - 編曲・指揮：斎藤ネコ
  - 演奏：コノヨノオーケストラ
- 錯乱（ONKIO ver.）
  - 唄：椎名林檎
  - ギター：長谷川きよし
  - 編曲・指揮：斎藤ネコ
  - 演奏：ミズアゲオーケストラ
- カリソメ乙女（HITOKUCHIZAKA ver.）
  - 編曲：斎藤ネコ
  - 演奏：カリソメオーケストラ

## 参考資料
- ロッキング・オン　「3年ぶりの椎名林檎。」『ROCKIN'ON JAPAN』1月号 第21巻第2号通巻308号、2007年。
- シングル『この世の限り』ブックレット